# Stazione di Moulins-sur-Allier
La stazione di Moulins-sur-Allier (in francese gare de Moulins-sur-Allier) è la principale stazione ferroviaria di Moulins, Francia.